# Oksana Pochepa
Oksana Aleksandrovna Pochepa (en russe : Оксана Александровна Почепа), née le 20 juillet 1984 à Rostov-sur-le-Don, est une chanteuse de pop et un mannequin. Elle est également connue sous le pseudonyme de Akula (en russe : Акула)
En 2007, elle est apparue dans le magazine Maxim.